# Olafulihaa
Olafulihaa (Olafuliha'a) ist ein Kelurahan und der Hauptort des indonesischen Distrikts Pantai Baru (Regierungsbezirk Rote Ndao, Provinz Ost-Nusa Tenggara). Der Ort liegt im Norden des Distrikts, im Osten der Insel Roti.